# Huo Hsing Vallis
L'Huo Hsing Vallis è una struttura geologica della superficie di Marte.